# Relaciones Eslovaquia-Estados Unidos
Las relaciones Eslovaquia-Estados Unidos son las relaciones diplomáticas entre Eslovaquia y Estados Unidos. De acuerdo con el Informe de liderazgo global de EE. UU. de 2012, el 27% de los eslovacos aprueba el liderazgo de los EE. UU., con un 32% de desaprobación y un 41% de incertidumbre.

## Historia

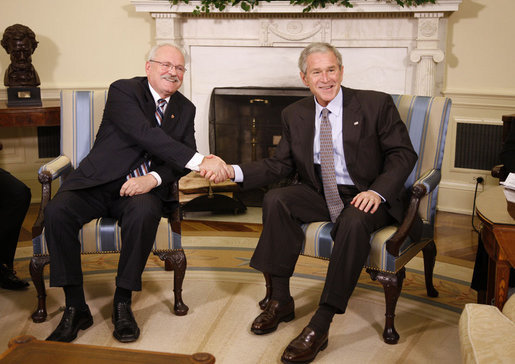
presidente de Estados Unidos George W. Bush y Presidente de Eslovaquia Ivan Gasparovic se reúnen en la Casa Blanca en octubre de 2008.

La caída del régimen socialista en Checoslovaquia en 1989 y la subsiguiente separación de las dos repúblicas el 1 de enero de 1993, permitió una cooperación renovada entre los Estados Unidos y Eslovaquia. La elección de un gobierno reformista prooccidental a fines de 1998 impulsó los lazos más estrechos entre los países. Los Estados Unidos entregaron más de $ 200 millones después de 1990 para apoyar la reconstrucción de una democracia y una economía de mercado saludables en Eslovaquia, principalmente a través de programas administrados por la Agencia de los Estados Unidos para el Desarrollo Internacional (USAID). Eslovaquia y los Estados Unidos conservan fuertes relaciones diplomáticas y cooperan en las áreas militar y en el ámbito de la aplicación de la ley. Los programas del Departamento de Defensa de los Estados Unidos han contribuido significativamente a las reformas militares eslovacas.
Cientos de miles de estadounidenses tienen sus raíces en Eslovaquia, y muchos mantienen fuertes vínculos culturales y familiares con la República Eslovaca. El presidente Woodrow Wilson y los Estados Unidos jugaron un papel importante en el establecimiento del estado checoslovaco original el 28 de octubre de 1918, y Fourteen Points del presidente Wilson fueron la base de la unión de los checos y los eslovacos. Tomas Masaryk, el padre del estado checoslovaco y su primer presidente, visitó los Estados Unidos durante la [Primera Guerra Mundial] y usó la Constitución de los Estados Unidos como modelo para la primera Constitución checoslovaca.
Los principales funcionarios de la Embajada de los Estados Unidos incluyen:
- Charge D 'Affaires — Keith Eddins
- Jefe político/económico: Susan Ball
- Oficial de Economía — William Taliaferro
- Oficial comercial — David Ponsar
- Oficial Consular — Simon Hankinson
- Oficial de Gestión — Tess Moore
- Oficial de Asuntos Públicos — Chris Scharf
- Oficial de servicios generales — Andrew P. Hogenboom
- Agregado de Defensa — LTC Matthew Atkins
- Oficina de Cooperación para la Defensa — LTC John DuMond

Los Estados Unidos mantienen una embajada en Bratislava, Eslovaquia.

## Militar
El 8 de junio de 2003, en apoyo de la Fuerza Multinacional-Irak dirigida por Estados Unidos, se enviaron a Irak ochenta y cinco ingenieros militares eslovacos. Estaban estacionados en Camp Echo, cerca de Al Diwaniyah, y participaron principalmente en operaciones contra la minería. En 2004, Eslovaquia se convirtió en miembro de OTAN.
Los soldados estadounidenses entraron en territorio eslovaco en 2015 cuando atravesaron Eslovaquia para llegar a Hungría para participar en un ejercicio militar, llamado Guerrero Bravo. En octubre de 2016, Eslovaquia organizó un ejercicio de entrenamiento militar, llamado Slovak Shield, que incluía fuerzas militares de los Estados Unidos, así como soldados de la República Checa, Polonia y Hungría.